# Kolem Flander 2021
105. ročník jednodenního cyklistického závodu Kolem Flander se konal 4. dubna 2021 v Belgii. Závod dlouhý 254,3 km vyhrál Dán Kasper Asgreen z týmu Elegant–Quick-Step. Na druhém a třetím místě se umístili obhájce vítězství Mathieu van der Poel (Alpecin–Fenix) a Greg van Avermaet (AG2R Citroën Team).

## Týmy
Závodu se zúčastnilo celkem 25 týmů. Všech 19 UCI WorldTeamů bylo pozváno automaticky a muselo se zúčastnit závodu. Společně s šesti UCI ProTeamy tak utvořili startovní peloton složený z 25 týmů. Každý tým přijel se sedmi jezdci, kromě týmu Groupama–FDJ, jenž přijel s šesti jezci. Celkem se na start postavilo 174 jezdců. Do cíle v Oudenaarde dojelo 113 jezdců.

### UCI WorldTeamy
- AG2R Citroën Team
- Astana Premier Tech
- Bora–Hansgrohe
- Cofidis
- Elegant–Quick-Step[pozn. 1]
- EF Education–Nippo
- Groupama–FDJ
- Ineos Grenadiers
- Intermarché–Wanty–Gobert Matériaux
- Israel Start-Up Nation
- Lotto–Soudal
- Movistar Team
- Team Bahrain Victorious
- Team BikeExchange
- Team DSM
- Team Jumbo–Visma
- Team Qhubeka Assos
- Trek–Segafredo
- UAE Team Emirates

### UCI ProTeamy
- Alpecin–Fenix
- Arkéa–Samsic
- B&B Hotels p/b KTM
- Bingoal Pauwels Sauces WB
- Sport Vlaanderen–Baloise
- Total Direct Énergie

## Výsledky
| Pořadí | Jezdec                     | Tým                    | Čas        |
| ------ | -------------------------- | ---------------------- | ---------- |
| 1      | Kasper Asgreen (DEN)       | Elegant–Quick-Step     | 6h 02’ 12” |
| 2      | Mathieu van der Poel (NED) | Alpecin–Fenix          | + 0”       |
| 3      | Greg Van Avermaet (BEL)    | AG2R Citroën Team      | + 32”      |
| 4      | Jasper Stuyven (BEL)       | Trek–Segafredo         | + 33”      |
| 5      | Sep Vanmarcke (BEL)        | Israel Start-Up Nation | + 47”      |
| 6      | Wout van Aert (BEL)        | Team Jumbo–Visma       | + 47”      |
| 7      | Gianni Vermeersch (BEL)    | Alpecin–Fenix          | + 47”      |
| 8      | Anthony Turgis (FRA)       | Total Direct Énergie   | + 47”      |
| 9      | Florian Sénéchal (FRA)     | Elegant–Quick-Step     | + 47”      |
| 10     | Dylan van Baarle (NED)     | Ineos Grenadiers       | + 47”      |